# Moscheea din Tokyo
Moscheea din Tokyo (東京ジャーミイ Tōkyō Jāmii?), cunoscută și sub numele de Tokyo Camii sau de Moscheea Turcească, este o moschee din orașul Tokyo, Japonia. Aceasta este cea mai veche moschee din acest oraș și totodată cea mai mare moschee din Japonia.

## Istorie și arhitectură
Moscheea din Tokyo a fost construită în anul 1938 de către un grup de imigranți bașchiri și tătari veniți din Rusia după Revoluția Bolșevică din 1917. Construcția lăcașului a fost coordonată de către Abdürreșid İbrahim, primul imam din istoria orașului Tokyo, și de politicianul Abdülhay Kurban Ali. În apropiere de moschee a fost construită și o școală primară.
În anul 1986 moscheea a trebuit să fie demolată din cauza structurii sale grav avariate. Cu ajutorul Ministerului Afacerilor Religioase (Diyanet İșleri Bașkanlığı) din Turcia, lăcașul a putut fi reconstruit. Lucrările au început în anul 1998 și au fost realizate de către o echipă formată din 70 de meșteri și artizani turci, conduși de arhitectul Muharrem Hilmi Senalp. Stilul arhitectural al moscheii a fost ales ca fiind cel otoman, marmura necesară construirii sale fiind adusă special din Turcia. Construcția a fost finalizată în anul 2000 cu un cost de aproximativ 1,5 miliarde de yeni. Inaugurarea a avut loc pe data de 30 iunie 2000.
Moscheea din Tokyo este cea mai mare moschee din Japonia. Aceasta are o suprafață totală de aproximativ 1.477 de metri pătrați. Cupola are o înălțime de 23,25 de metri și este susținută de șase stâlpi, în timp ce minaretul are 41,48 de metri înălțime.

## Galerie de imagini

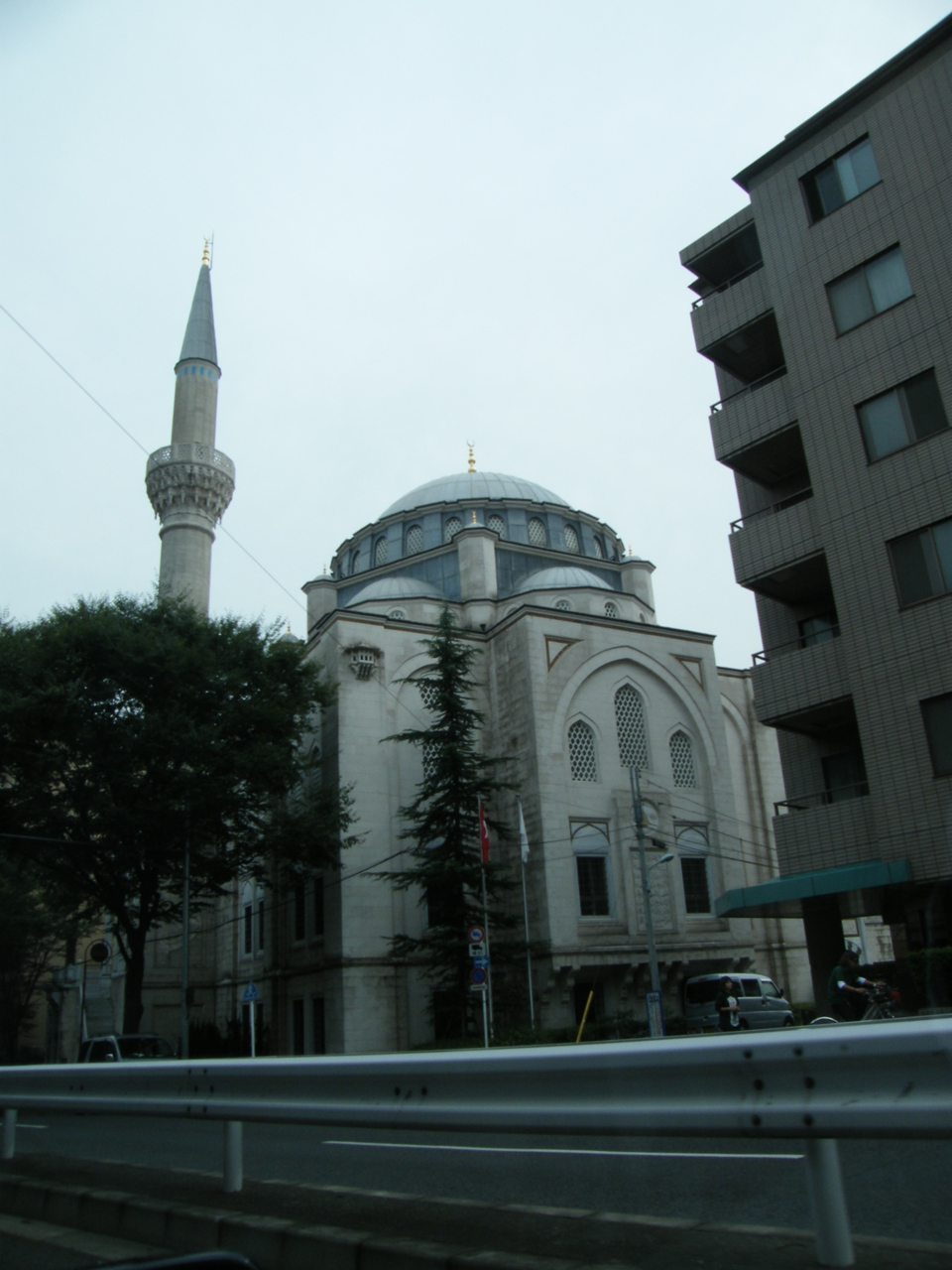
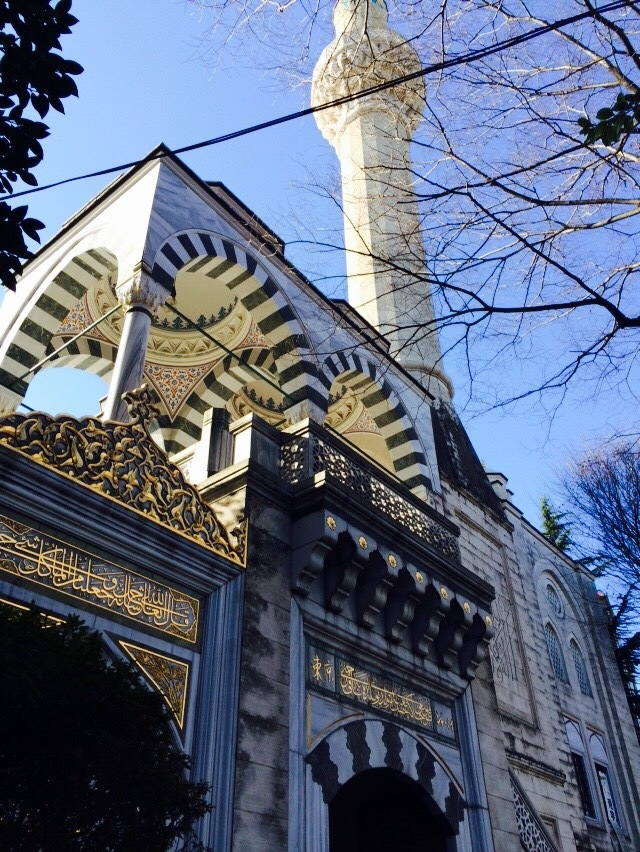
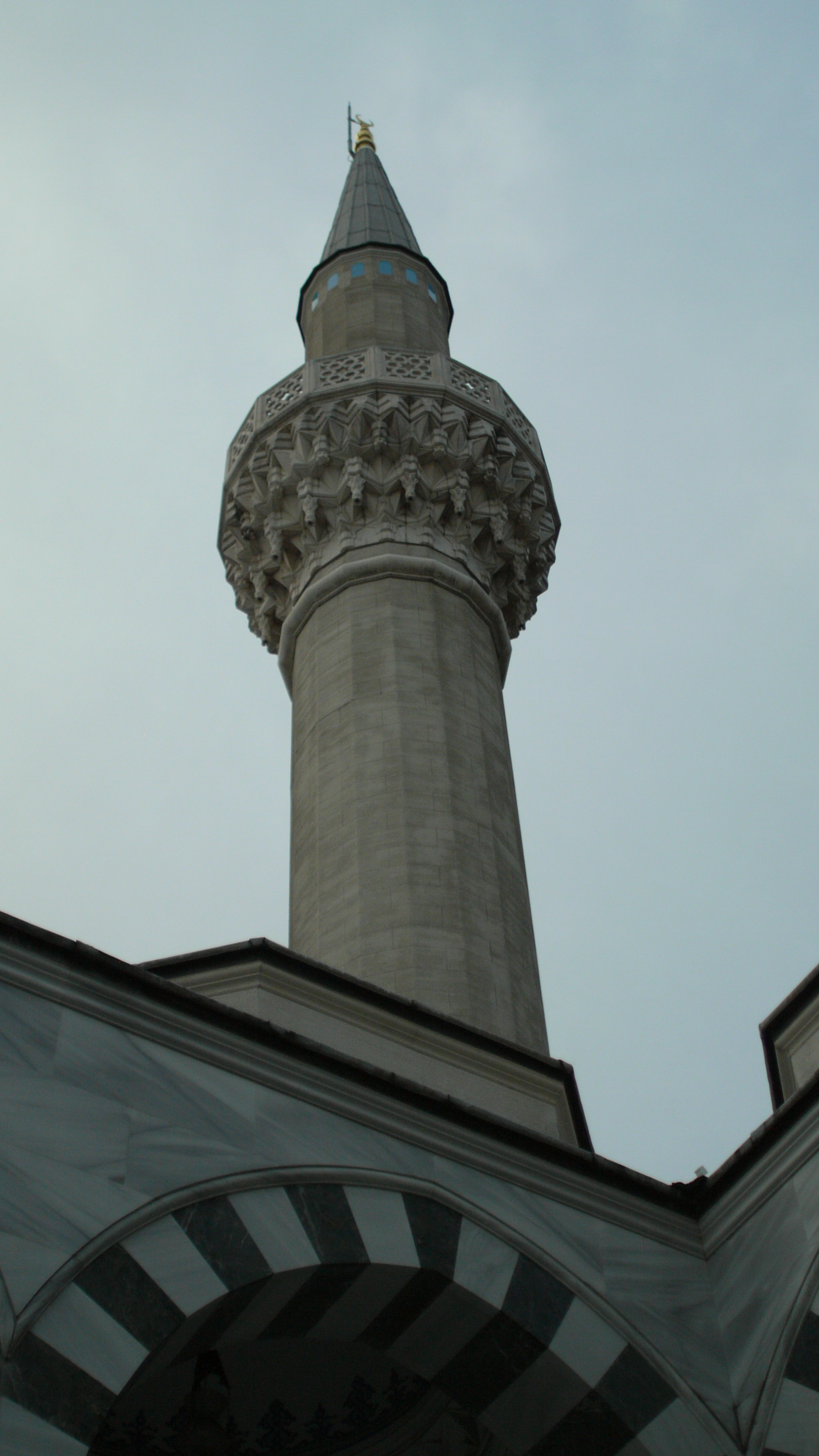
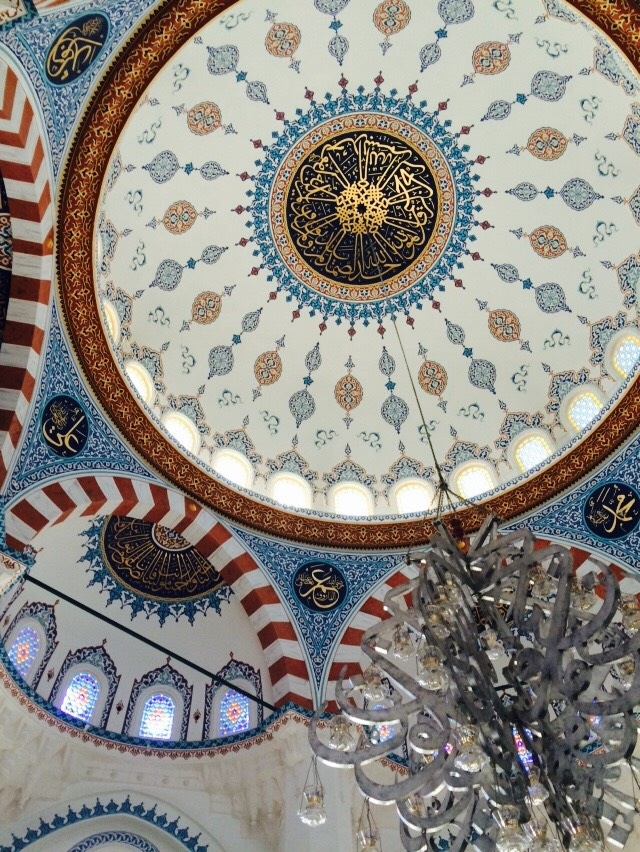
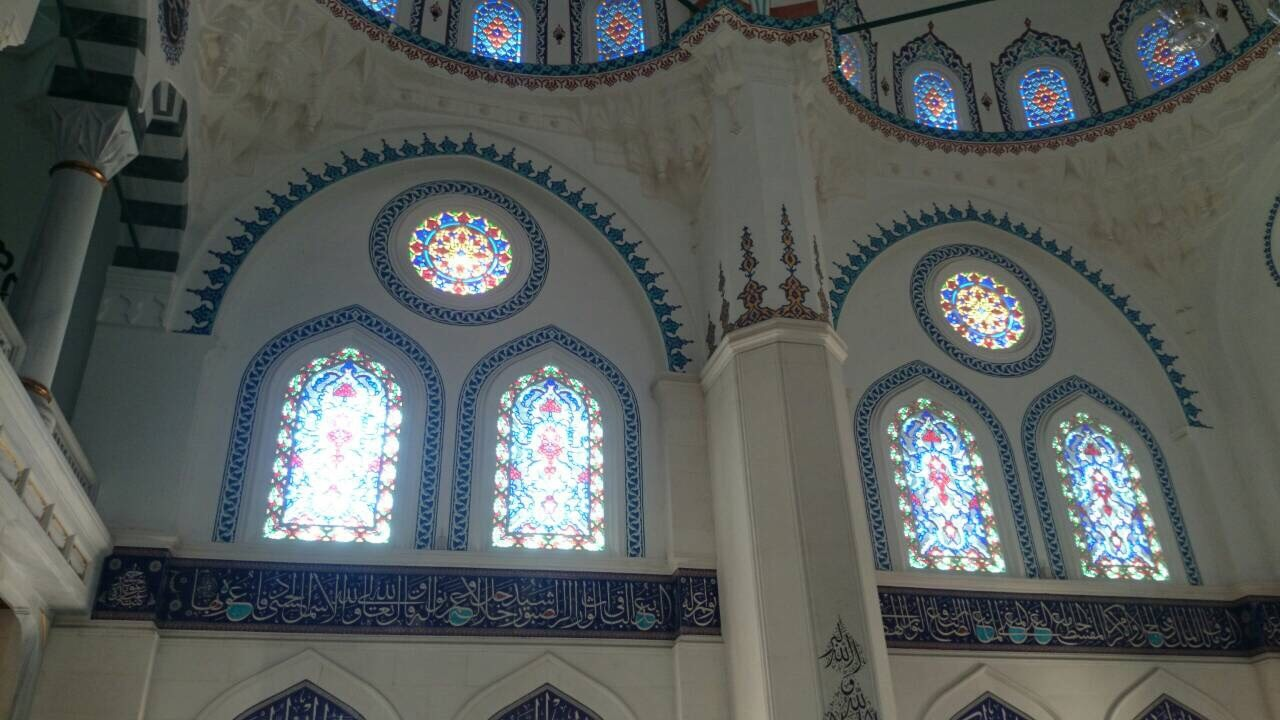